# 여자가 두번 화장할 때
《여자가 두번 화장할 때》는 2011년 12월 5일부터 2012년 3월 7일까지 방송되었던 JTBC 아침 드라마였다.

## 등장 인물

### 주요 인물
- 데니안 - 한선우 역
- 임정은 - 수지 해밀턴 역
- 임예원 - 민아 역
- 강성진 - 김준수 역

### 그 외 인물
- 김창숙
- 연규진
- 엄유신
- 차현정
- 신우철 - 오영일 역
- 류성훈 - 덩치 역
- 이혜리
- 백승훈

### 특별 출연
- 안재모 - 한영우 역